# 서전서숙
서전서숙(瑞甸書塾)은 1906년 만주 용정에 설립된 한국의 신학문 민족교육기관이다. 이상설(李相卨)을 중심으로 설립되었다가 1년만에 폐교되었다. 명동서숙으로 승계되었다.

## 설립 목적
만주 용정으로 이주한 한국인들은 마을마다 서당을 세워 전통교육을 실시하였으나, 신식학교 설립의 필요성으로 서전서숙이 설립되었다.
만주 한국인 자제 교육을 통한 독립사상 고취가 설립 목적이었다. 교과목으로는 역사ᆞ지리ᆞ수학ᆞ정치학ᆞ국제공법ᆞ헌법 등의 신학문이 있었다.

## 폐교
1907년 4월 이상설이 이동녕 · 정순만과 함께 헤이그의 만국평화회의에 참석하기 위하여 블라디보스토크로 떠나게 되자 재정난과 함께 통감부 간도 출장소가 설치되어 일제의 감시와 방해가 심해져서 더 이상 지탱하지 못하고 폐교의 위기에 처하게 되었다. 이때 당시 통감부 파출소 소장은 흉계를 감춘 회유책으로 매월 보조금을 내겠으니 서숙의 운영을 계속할 것을 제안하였다. 이를 일축한 학교측은 문을 닫고 훈춘 방면으로 떠났다가 갑반 학생들만 데려다 탑두구 근처에서 수업을 계속하여 종업식을 올린 뒤 해산하고 말았다.